# 科爾尼恩科韋
49°45′55″N 35°34′23″E / 49.76528°N 35.57306°E
科爾年科韋（烏克蘭語：Корнієнкове）是位於烏克蘭東部的村莊，由哈爾科夫州博霍杜希夫區的瓦爾基市鎮負責管轄。該村始建於1700年，面積2.4平方公里，海拔高度186米，2001年人口19，人口密度每平方公里7.92人。